# Karen Parker
Karen Parker est une avocate de San Francisco, spécialisée en droits de l'homme et droit international humanitaire. Elle est la fondatrice de l’Association of Humanitarian Lawyers.

## Biographie
Elle a participé à l'évolution du droit international dans le champ des sanctions économiques, de l'armement, de l'environnement comme droit humain, et des droits des personnes handicapées. Elle est aussi un expert dans les conflits légaux liés au droit des conflits armés. En 1982, elle a fondé l'Association of Humanitarian Lawyers dont elle a été la présidente pendant plus de dix ans. Elle est également déléguée principale de Humanitarian Law Project, une organisation non gouvernementale accréditée par le Conseil économique et social des Nations unies (ECOSOC). Par ailleurs, elle a représenté l'organisation mondiale des personnes handicapées, Human Rights Advocates, et le Sierra Club Legal Defense Fund. 
Karen Parker a obtenu son doctorat en droit en 1983 à l'University of San Francisco School of Law. Elle fait un stage à la Commission interaméricaine des droits de l'homme, et a travaillé à la Cour suprême de Californie.
Karen Parker a obtenu un diplôme en Droit international et droit comparé des droits de l'homme de l'Institut International des Droits de l'Homme à Strasbourg, en France en 1982.
Elle témoigne régulièrement à la Commission des droits de l'homme des Nations unies à Genève et sa Sub-Commission on the Promotion and Protection of Human Rights.
Elle est membre du Comité des 100 pour le Tibet.

## Publications
- Fumigation programs in Guatemala: preliminary report, Association of Humanitarian Lawyers, 1989
- Avec Ghulam Nabi Fai, Association of Humanitarian Lawyers, Beyond the blame game: finding common grounds for peace & justice in Kashmir, Capitol Hill, Washington, DC, July 24-25, 2003, Kashmiri American Council, 2004,  (ISBN 096468490X et 9780964684904)